# 聚合酶链式反应

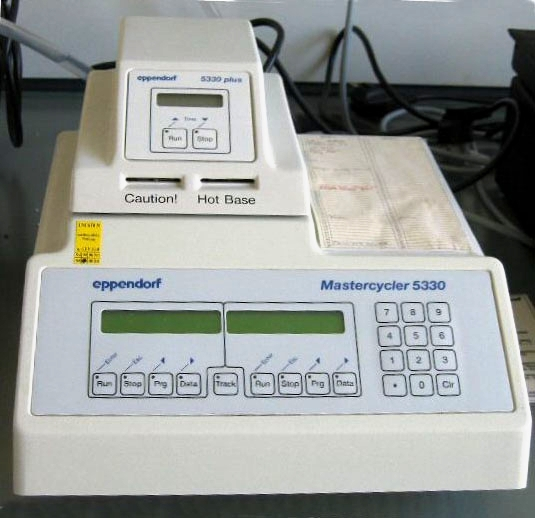
PCR所配的热循环设备

聚合酶連鎖反應（英語：Polymerase chain reaction，縮寫：PCR）又稱多聚酶链式反應，是一项利用DNA双链复制的原理，在生物体外复制特定DNA片段的核酸合成技术。透过这項技术，可在短时间内大量扩增目的基因（標的基因），而不必依賴大腸桿菌或酵母菌等生物體。DNA 体外扩增的实现首先基于DNA半保留复制原理，还有碱基互补配对原则，即复制的过程中双链DNA会解链，由双链变成单链，温度一般为95℃；之后温度降下来，引物会结合到DNA单链上，在DNA聚合酶的作用下，把游离的dNTP按照碱基互补配对原则结合到单链上，形成一条由旧链和新链杂合成的新的双链DNA。这个过程可概括为变性、黏合、延伸三个基本步骤。
PCR是一種簡單，廉價和可靠的複製DNA片段的方法， 可能也是分子生物學中使用最廣泛的技術。這個概念適用於現代生物學和相關科學的許多領域，如生物醫學研究，犯罪取證和分子考古學等。
微生物複製是一個費時耗力的流程。首先要將DNA經限制酶剪裁，再利用連接酶（Ligase）加到运载体（Vector）中，之後利用受控电脉冲瞬間電擊，在质膜上形成可逆性微孔的“电穿孔”（electroporation）或是利用生理极限高温刺激的“熱休克”（heat shock）的方式，送到大腸桿菌感受态细胞（competent cell）中，將此菌於培養皿大量繁殖培養，再經過繁複的分離、純化過程，時間通常需要近一週，才能大量複製片段。所以僅需一小時的PCR能節省大量時間和繁複的操作，聚合酶链式反应技術被廣泛地運用在醫學和生物學的實驗室，例如用於判斷檢體中是否會表現某遺傳疾病的圖譜、傳染病的診斷、基因複製，以及亲子鑑定。

## 歷史

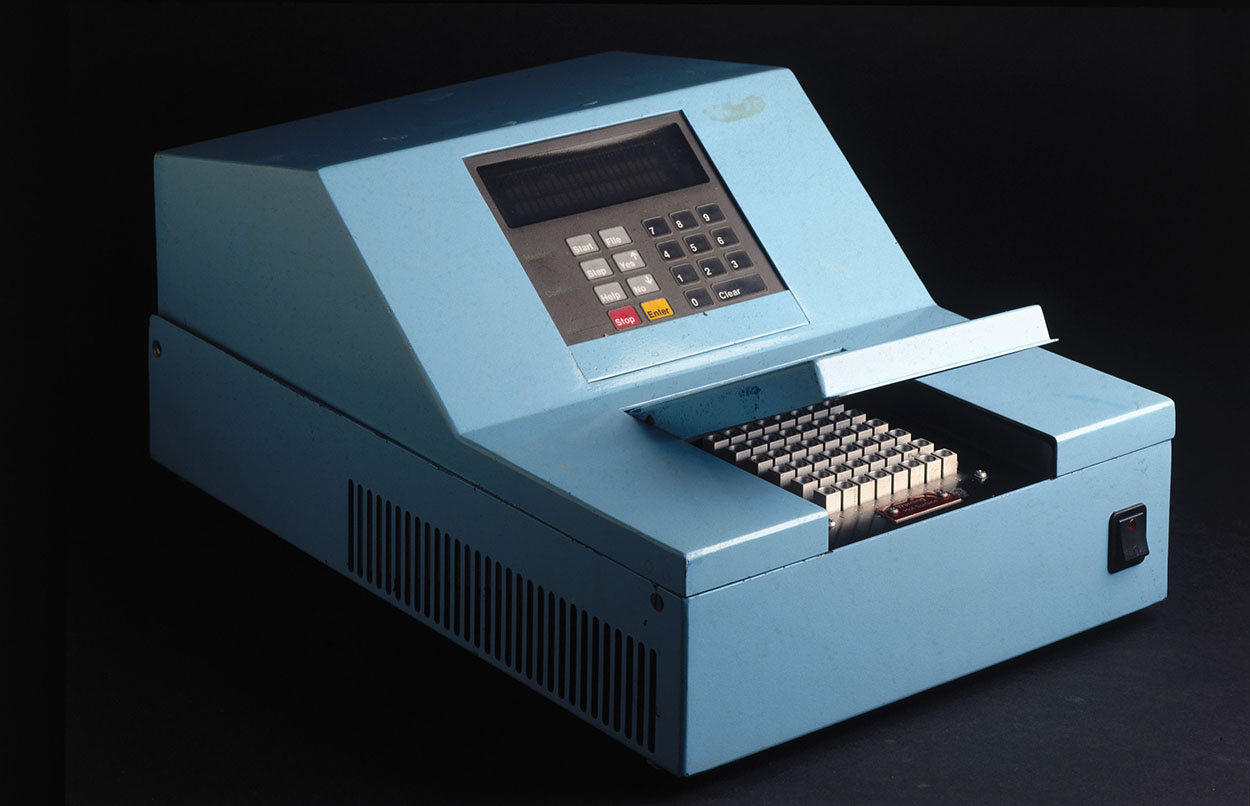
最早的PCR機器Baby Blue 1986Thermocycler
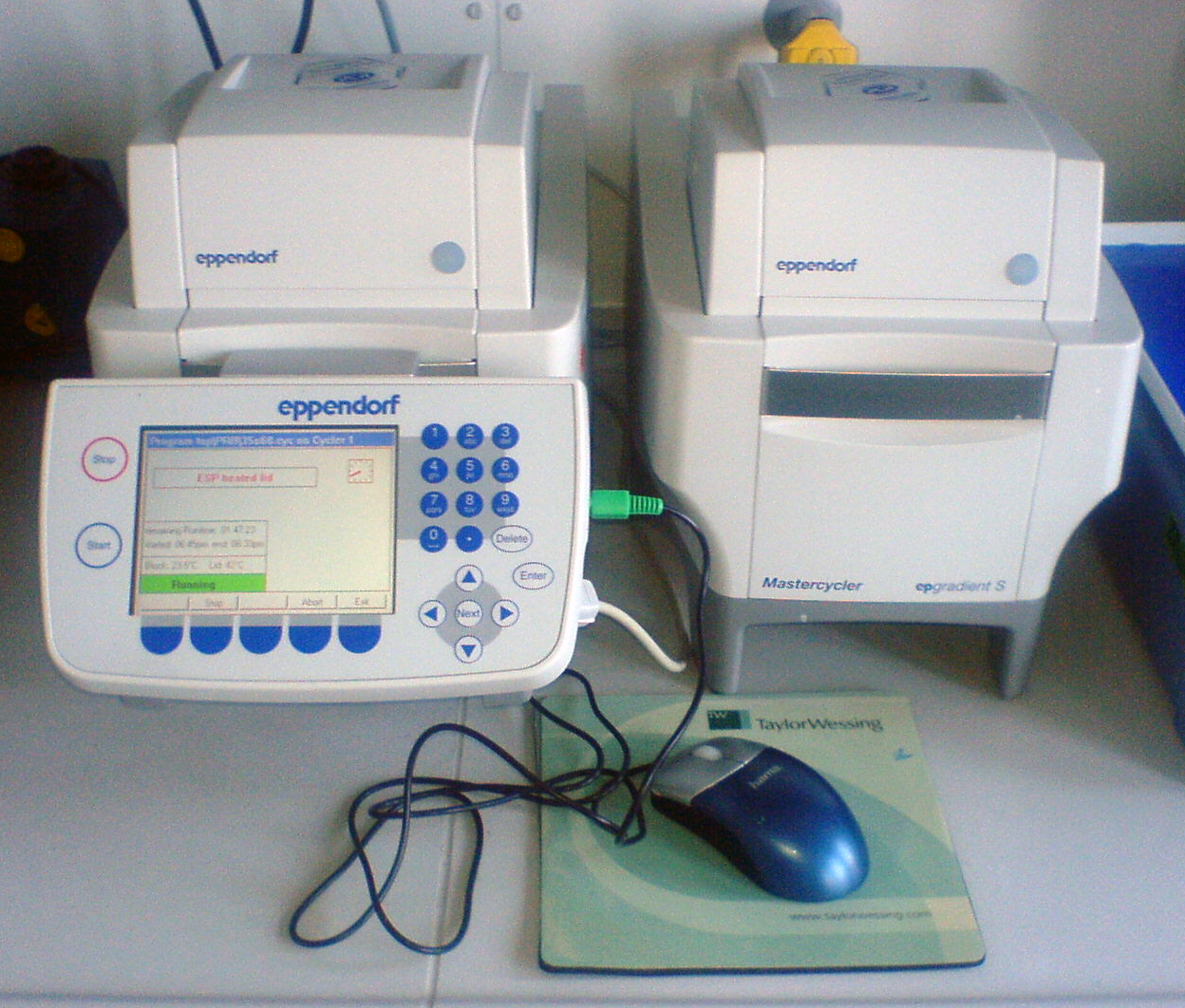
能協同操作的兩組式機器
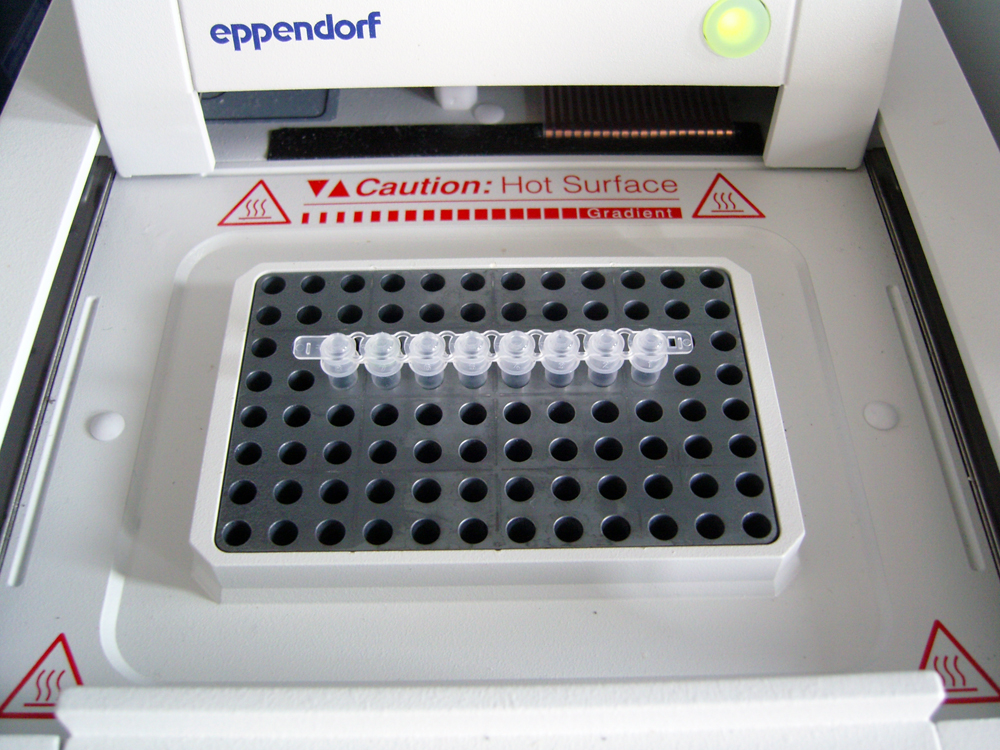
8塊加熱板的循環機型

凱利·穆利斯（Kary Mullis），时为Cetus公司的僱員，於1983年開發了此技术。这项技术使他成为1993年諾貝爾化學獎的獲得者。穆利斯的想法是，利用一種人工方法，和反覆相同程序的方法，並利用一種特殊的酶——即DNA聚合酶來扩增特定的DNA片段。
DNA聚合酶天然存在于生物体内，在细胞分裂前进行DNA的复制。當DNA開始複製時，解旋酶將雙股的DNA分開成兩個單股。DNA聚合酶便结合在兩DNA單股鏈上，生成互补链。在穆利斯最初的聚合酶链式反应中，将DNA聚合酶用于体外试验。但是，沒有採用正常細胞常溫解旋的方法，而是把双链DNA加热到96℃，使得双链分离成为两条单链。但是在这个温度下，DNA聚合酶被破坏，因此在每个循环的加热步骤后必须补充新的聚合酶。穆利斯的原始聚合酶链式反应效率极低，需要大量时间和DNA聚合酶，并且在整个聚合酶链式反应中都需要人来照看。
后来，由嗜热细菌水生棲熱菌（Thermus aquaticus）体内产生的DNA聚合酶改善了这种低效的聚合酶链式反应。由于嗜热细菌生活在温度达到50至80 °C（122至176 °F）的间歇泉中，它的DNA聚合酶具有耐热性。在用于聚合酶链式反应时，高温并不能破坏这种DNA聚合酶，因此不需要不断加入新的聚合酶，聚合酶链式反应由此变得简单并且可以由机器操作。

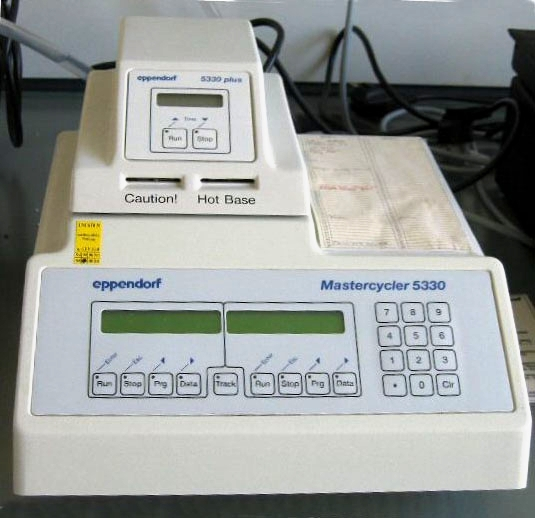
熱循環機

最初的具有耐热性的DNA聚合酶来自于水生棲熱菌（Thermus aquaticus），是1976年台湾科學家錢嘉韻（Alice Chien）從黃石國家公園發現的，因此被稱为Taq。Taq酶被广泛用于当前的聚合酶链式反应操作中，Taq酶的缺点是它缺少3'->5'校正外切酶活性，因此在复制DNA时有时会出错，造成DNA序列突变（错误）。但是又是从古菌中获得的Pwo酶及Pfu酶，發現均有校正机制，能够大大降低聚合酶链式反应中的突变。将Taq与Pfu结合使用可以保证真实准确的能夠扩增DNA。不但如此，現在一些廠商利用蛋白質的模擬分析，將DNA聚合酶的結構進行人工修改，還可以合成出性能遠超原本自然提取而來的酶。

### 专利之争
聚合酶链式反应技术的专利由Cetus公司持有，穆利斯发明聚合酶链式反应技术的时候在那个公司工作。Taq聚合酶也受专利保护。关于这个技术有几个诉讼案，包括著名的杜邦诉讼案。制药公司Hoffmann-La Roche于1992年买下了专利并持有至今。
在世界各地的多个司法管辖区，罗氏与Promega公司与Taq聚合酶相关的专利争斗仍然在继续。法律上的争论已经超出了聚合酶链式反应和Taq聚合酶专利的期限，这些专利已于2005年3月28日到期。

## 操作過程
聚合酶链式反应用于扩增一小段已知的DNA片段，可能是单个基因，或者仅仅是某个基因的一部分。与活体生物不同的是，PCR只能复制很短的DNA片段，通常不超过10kbp。DNA是双链分子，因此用互补DNA双链的构造单位（核苷酸）来度量其大小，单位为碱基对（base pair, bp）。某些特定的方法可以扩增40kbp左右的片段，但是这种大小与真核细胞的染色体DNA相比仍然是很少的。例如，人的体细胞DNA含有大约30亿个碱基对。目前应用的聚合酶链式反应需要几个基本组成：
- DNA模板（template），含有需要扩增的DNA片段。
- 2种引物（primer），决定了需要扩增的起始和终止位置。（见下面引物一节）
- DNA聚合酶（polymerase），复制需要扩增的区域。
- 脱氧核苷三磷酸（dNTP），用于构造新的互补链。
- 含有镁离子的缓冲体系，提供适合聚合酶行使功能的化学环境。

聚合酶链式反应在热循环设备中进行。PCR仪可以将反应管加热或冷却到每步反应所需的精确的温度。为防止反应体系中液体產生蒸氣，通常在反应管上加盖加热的盖子（比加熱板溫度來的高），或者在反应体系表面加入一层石蜡油。

### 引物
特定的专一性引物决定了所扩增的DNA片段。而引物（primer）本質上是人工合成的短DNA片段，一般不超过50个碱基（通常18－25个），它们与所要扩增的DNA片段的起始和终止区域完全互补。在“黏合”时引物结合于DNA模板的起始和终止点，DNA聚合酶结合到这两个位置，开始合成新的DNA链。
选择引物的长度和熔点（Tm）要考虑许多条件。引物的熔点与聚合酶链式反应第一步中DNA的熔点不同，是指50％的引物与模板结合的温度，高于这个温度的引物与模板就不能有效结合。这个温度随着引物长度的增加而升高。如果引物长度太短，就有可能与DNA模板的几个位置结合，造成非特异性复制。另一方面，引物长度也受限于Tm。如果Tm太高，即高于80℃，也会导致问题，因为DNA聚合酶在此温度下活性较低。引物最优长度通常为20到40个碱基，熔点从60℃到75℃。
有时也用到简并引物，是一些相似但不相同的引物的混合物。通常用于从不同的生物DNA中扩增相同的基因，因为这些基因通常都是近似但不相同的。应用兼并引物的另一种情况是根据蛋白质序列设计引物时，由于几个不同的密码子都能编码一个氨基酸，通常难以判断在DNA中究竟是哪个密码子编码的这个氨基酸。例如编码异亮氨酸的引物可能使用"ATH"，A是腺嘌呤，T是胸腺嘧啶，H可能是腺嘌呤，胸腺嘧啶或者胞嘧啶（关于碱基如何编码蛋白质，可查看遗传密码）。使用简并引物在很大程度上降低了聚合酶链式反应扩增等特异性，这个问题可以使用递减PCR（touchdown PCR）部分地解决。
基于上述考虑，设计引物可以采取以下原则：
- GC所占比例为40％－60％
- 计算两个引物的Tm（Tm值=4(G+C) +2(A+T)），使之不相差5℃，并且扩增产物的Tm与引物的相差不超过10℃。
- 黏合温度通常比计算的最低Tm低5℃，但是要根据经验为不同条件下的聚合酶链式反应选择不同的黏合温度。
- 内部的具有自身互补性的髮夾結構不超过4个，其二聚体中不超过8个。
- 3'末端尤其重要，必须不含有与其他引物互补的序列，并且要与模板完全互补。

现有一些帮助设计引物的程序（见外部链接）。

### 步骤
一般的聚合酶链式反应由20到35个循环组成，每个循环包括以下3个步骤：
1. 變性：利用高溫（93-98℃）使双链DNA分離。高温将连接两条DNA链的氢键打断。在第一个循环之前，通常加热长一些时间以确保模板和引物完全分离，仅以单链形式存在。该步骤时间1-2分钟，接下來機器就控制溫度進入循環階段。
2. 黏合，又称复性、退火、降溫貼合、緩冷配對、引子黏合：在DNA双链分离后，降低温度使得引物可以结合于单链DNA上。此阶段的温度通常低于引子熔点5℃。错误的黏合温度可能导致引物不与模板结合或者错误地结合。该步骤时间1-2分钟。新技術的融合型核酸聚合酶在此階段的溫度會高於熔點3~5℃，僅需時間5~10秒。
3. 延長：DNA聚合酶由降溫时结合上的引子开始沿着DNA链合成互补链。此阶段的温度依赖于DNA聚合酶。该步骤时间依赖于聚合酶以及需要合成的DNA片段长度。傳統的Taq估计合成1000bp大概需要1分钟、較新的Tbr（來自於嗜熱菌Thermus brockianus）約40秒、商業公司生產的融合型聚合酶僅需約10-15秒。有修正功能的則會比較慢。

聚合酶鏈鎖反應簡圖 (1) 96℃高溫下使雙股DNA打開 (2)在約68℃下讓引子與DNA配對 (3)在72℃ DNA延伸 (P=聚合酶). (4)第一循環完成，做出的兩段雙股DNA又可當作下一個循環模板，这样每次循环都使得扩增的DNA片段加倍。

### 优化聚合酶链式反应
在实践中，聚合酶链式反应可以因各种原因而失败，原因可能是由于其对于污染的敏感性，导致扩增出错误的DNA产物。因此，人们已经开发了一些技术和步骤来优化聚合酶链式反应的反应条件，通过将聚合酶链式反应前的混合物与潜在DNA污染物分开的实验室方案和流程解决了外源DNA的污染问题。这通常包括从用于分析的区域分离出聚合酶链式反应的设定区域（聚合酶链式反应产物的纯化）、一次性塑料制品的使用以及对反应装置之间的工作台面彻底清洁。引物的设计技术在改善聚合酶链式反应产物产率和避免杂产物的形成是很重要的。替代缓冲成分和聚合酶的使用有助于较长或存在其他问题的DNA区域的扩增。在缓冲体系中加入试剂，如甲酰胺，或会增加聚合酶链式反应的特异性和产量。此外，可以利用计算机模拟理论聚合酶链式反应结果（电子聚合酶链式反应），以协助引物的设计。

## Uracil Walking Primer PCR (UP-PCR) 技术[8]

#### 概述
Uracil Walking Primer PCR (UP-PCR) 是一种新型且高效的 基因组步行（Genome Walking） 技术，专门用于扩增已知 DNA 片段两端的未知基因组区域。传统的基因组步行方法通常面临非目标扩增（non-target amplification）的问题，影响扩增效率和准确性。而 UP-PCR 通过引入特定修饰的引物与嵌合酶处理，显著减少了非目标扩增的产生，从而提高了基因组未知区域的扩增特异性与效率。

#### 技术原理
UP-PCR 的核心原理是引入一种在 3’ 端倒数第二位携带尿嘧啶（Uracil）的任意步行引物（Arbitrary Walking Primer, AWP）。其主要工作流程包括以下几个阶段：
1. 初级 UP-PCR（Primary UP-PCR）
  - 使用包含尿嘧啶的 AWP 和外部位点特异性引物（Outmost Site-specific Primer, oSP）进行初次扩增。
  - 在低退火温度（25℃）下，AWP 可以随机结合到未知区域，完成第一轮扩增，得到多个产物。
  - 此阶段会产生一些非目标产物（non-target amplicons），包括：
    - 类别 I：仅由 oSP 引发的非目标产物。
    - 类别 II：oSP 和 AWP 同时引发的非目标产物。
    - 类别 III：仅由 AWP 引发的非目标产物。
2. UNG 处理
  - 初级 UP-PCR 完成后，扩增产物经过 尿嘧啶 DNA 糖基化酶（Uracil DNA Glycosylase, UNG） 处理。
  - UNG 会特异性识别并切割 DNA 链中的尿嘧啶，将带有尿嘧啶的 AWP 从产物上移除，导致类别 III 的非目标产物无法继续参与后续扩增。
3. 次级 UP-PCR（Secondary UP-PCR）
  - 使用处理后的产物作为模板，引入中间位点特异性引物（Middle Site-specific Primer, mSP），进行第二轮扩增。
  - 此阶段只会放大真正包含目标区域的 DNA 链，非目标产物因无法与引物完全结合而被排除。
4. 三级 UP-PCR（Tertiary UP-PCR，非必需步骤）
  - 如果次级扩增未能产生足够量的目标片段，则可加入内部位点特异性引物（Innermost Site-specific Primer, iSP）进行最终的选择性扩增。
  - 实验证明，大部分次级 UP-PCR 的产物已经足够纯净，因此三级扩增通常不是必须的。

#### 技术优势
1. 高特异性：
  - 传统基因组步行技术由于随机退火会引入大量非目标扩增，而 UP-PCR 通过 UNG 的特异性切割有效去除了这些非目标片段。
2. 高效扩增：
  - 使用三轮嵌套 PCR（Nested PCR），每一轮逐步去除非目标片段，最终只保留目标区域。
3. 简化流程：
  - 相较于其他需要多步纯化和片段回收的基因组步行技术，UP-PCR 的单步 UNG 处理显著简化了实验操作。
4. 背景噪声低：
  - 次级和三级扩增后的产物在琼脂糖电泳中显示清晰单一条带，几乎无背景干扰，便于下游测序和分析。

#### 应用前景
UP-PCR 在基因组未知区域的克隆、转基因插入位点的鉴定以及基因表达调控区域的研究中展示出巨大的潜力。尤其是在复杂基因组（如植物或多倍体生物）中，其高特异性的优势可以更精确地定位未知序列，避免冗余扩增。
此外，UP-PCR 的低成本、操作简便和高扩增特异性使其成为基因组学研究中的理想工具。未来，随着更高效的酶处理和引物设计优化，UP-PCR 有望成为大规模基因组分析的标准工具之一。

## PCR及其延伸技術
- 遞減PCR（touchdown PCR）：前幾循環溫度逐漸下降。
- 逆轉錄PCR（RT-PCR）：以由mRNA逆轉錄而來的cDNA爲模板，也因為是從表現型基因來進行增量的，由此產生出來的cDNA產物不帶有內含子（基因中不具意義的段落），常應用於分子克隆技術。
- 熱啟動PCR（hot start PCR）：以高熱活化型核酸聚合酶進行反應，減少非專一性產物。
- 即時PCR（real-time PCR）：PCR過程中利用螢光探針或染料定量檢測，又稱定量PCR（quantitative PCR），可以進行多組對比。
- 巢式PCR（nested PCR）：先用低特異性引物擴增幾個循環以增加模板數量，再用高特異性引物擴增。
- 多重PCR（multiplex PCR）：在同一個管中使用多組引物。
- 復原條件PCR（reconditioning PCR）：PCR產物稀釋10倍後重新放入原濃度的引物和dNTP等循環3次，以消除產物中的異二聚體。
- dsRNA合成（dsRNA replicator）：合併使用high-fidelity DNA polymersae、T7 RNA聚合酶與Phi6 RNA replicase；從雙股DNA轉錄為對應的雙股RNA（dsRNA）。可應用於RNAi實驗操作。
- 低温变性共扩增PCR（COLD-PCR, co-amplification at lower denaturation temperature-PCR）:用以檢測突變或特殊等位基因的PCR應用技術。
- 数字PCR（Digital-PCR, digital polymerase chain reaction）：將標準的PCR反應分割至每一個反應中僅1~2個copy。藉以偵測微小比例的基因差異。應用於：癌症突變基因、病原體檢測、藉由母血對胎兒做產前檢測。

一般 PCR 的原理是，靠著探針偵測設定的遺傳目標序列，接著經歷升溫、降溫的循環，將目標不斷複製放大，直到能夠判斷訊號。判斷陽性的標準，英文稱作「cycle threshold （CT） value」，即是 CT值。例如，若循環 35 次後能識別目標存在，CT值便是 35。
通常樣本內的病毒含量愈高，複製愈少次，便足以判斷陽性。舉例來說，原始量多只需 20 次，便能放大到超過足夠的量；原始量低需要到 35 次，才能放大到有存在感。（或是可以想像成自己的存款，要翻倍幾次才會超過 1 億元；存款愈多的話，需要翻倍愈少次。）

## 應用

### 鉴定基因
人体内的细胞共有约为30亿个碱基对的DNA，每个人的DNA会有差异，具有差异的碱基对数目达几百万之多，因此通过分子生物学方法显示的DNA图谱也因人而异，由此可以识别不同的人。所谓“DNA指纹”，就是把DNA作为像指纹那样的独特特征来识别不同的人。由于DNA是遗传物质，因此通过对DNA鉴定还可以判断两个人之间的亲缘关系。

### 诊断遗传病
聚合酶链式反应允许白血病、淋巴瘤等恶性疾病的早早期诊断。此法是当今癌症研究中最发达的，并已被常规使用。聚合酶链式反应分析能以高于其他细胞10,000倍的敏感度在核酸DNA样本中直接探测具特定转录的恶性细胞。
聚合酶链式反应同样可以对不可培养的或生长缓慢的微生物（如分支杆菌、厌氧细菌、组培分析和动物模型中的病毒）进行定位。在微生物学中，聚合酶链式反应诊断性应用的基础是传染媒介的探测和从病原种系中借助特定基因的分离出非致病的种系。

### 複製特定基因
基因工程中目的基因常用PCR技术扩增，再导入载体内，以增加导入成功的概率。